# Seuneubok Peuraden
Seuneubok Peuraden is een bestuurslaag in het regentschap Bireuen van de provincie Atjeh, Indonesië. Seuneubok Peuraden telt 542 inwoners (volkstelling 2010).